# The Moth and the Flame
The Moth and the Flame er en amerikansk stumfilm fra 1915 af Sidney Olcott.

## Medvirkende
- Stewart Baird som Edward Fletcher.
- Adele Ray som Marion Walton.
- Edwin Mordant som Mr. Dawson.
- Bradley Barker som Douglas Rhodes.
- Arthur Donaldson som Mr. Walton.